# Cadillac XT6
Cadillac XT6 — среднеразмерный люксовый кроссовер с трёхрядными сиденьями производства Cadillac. Впервые был представлен 12 января 2019 года на Североамериканском международном автосалоне. Продажи осуществляются с июня 2019 года. Так как Cadillac XT5 позиционирует себя, как аналог BMW X5, Mercedes Benz GLE, Cadillac XT6 является аналогом BMW X7 и Mercedes Benz GLS. 

## Описание

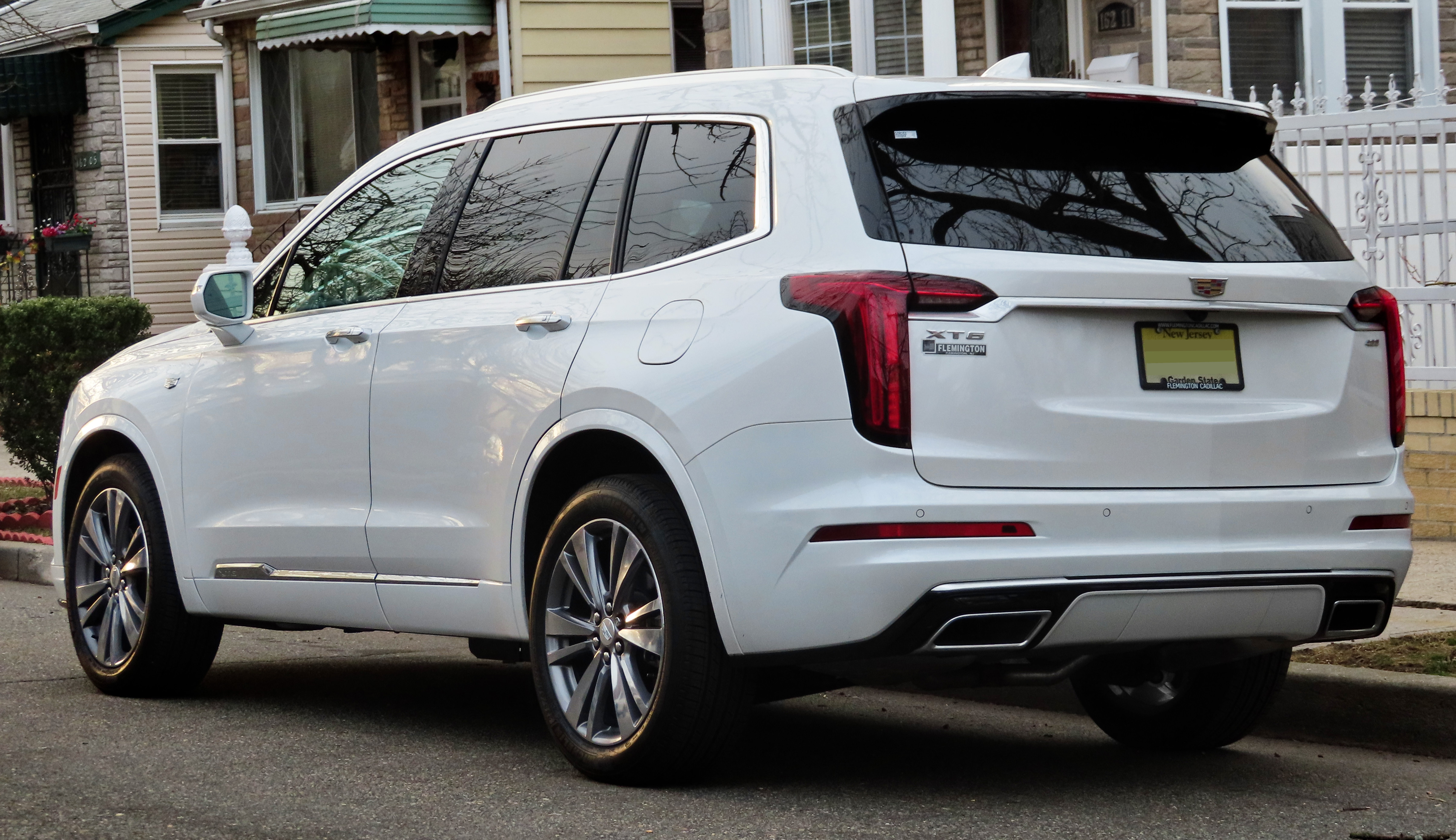
Вид сзади

XT6 является третьим кроссовером Cadillac и самым большим кроссовером серии XT, расположенным в иерархии между XT5 и Escalade. В России модель продаётся с февраля 2020 года. В начале 2020 года продажи автомобиля начались в Японии.
Хотя XT6 является полноразмерным аналогом среднеразмерных трёхрядных Chevrolet Traverse и Buick Enclave, он разделяет колёсную базу со среднеразмерными аналогами GMC Acadia, Cadillac XT5 и китайской версией Chevrolet Blazer.
Вместимость автомобиля составляет семь пассажирских мест. Опционально предлагается конфигурация с 6 сиденьями. Автомобиль выпускается в комплектациях Luxury, Premium Luxury и Sport.

## Технические характеристики
Cadillac XT6 оснащается 2,0-литровым двигателем (I4) мощностью 177 кВт (237 л. с.) или же 3,6-литровым двигателем LGX (V6) мощностью 231 кВт (310 л. с.). Каждый двигатель сочетается в паре с девятиступенчатой автоматической трансмиссией.

## Продажи
| Год  | США    | Китай  |
| ---- | ------ | ------ |
| 2019 | 11,559 | 5,795  |
| 2020 | 22,609 | 26,555 |
| 2021 | 20,662 | 37,998 |
| 2022 | 20,053 |        |